# スーパースター・スティーブ
スーパースター・スティーブ（Superstar Steve、1976年7月11日 - ）は、アメリカ合衆国出身の男性プロレスラーである。カリフォルニア州ハリウッド出身。身長185センチメートル、体重91キログラム。 2000年5月20日デビュー。 WLW（ワールド・リーグ・レスリング）に所属。日本ではプロレスリング・ノアに参戦した。
海外ではヘビー級、日本ではジュニアヘビー級戦線で活動する。

## 略歴
ハーリー・レイス・レスリング・アカデミーでトレーニングを積み、ハーリー・レイス主宰の団体・WLWで2000年5月20日にプロ・デビューを飾る。その年の新人賞に輝いた。
WLWと提携しているプロレスリング・ノアの総帥・三沢光晴がWLWを視察した際に三沢の目に留まり、2001年7月にノアへ初参戦・初来日。ノアへの留学生として、合宿所・道場でのトレーニングの他、興行でのセコンド・雑用なども堅実に行った。以降、常連外国人選手となり定期的にノアへ参戦する。
2003年1月、WLW世界ヘビー級王座を獲得。7月、ノアの初代GHCジュニアヘビー級タッグ王座決定トーナメントにリッキー・マルビンと組んで出場。2003年7月10日の京都市KBSホール大会で、高岩竜一&佐々木義人のZERO 1勢と対戦。17分28秒、高岩の超竜ラリアットにスーパースターが沈み、1回戦敗退となった。
2004年2月にはメイソン・ハンターとのコンビで、WLW世界タッグ王座に君臨した。
ノアへ13回目の来日となった2005年10月、膝を負傷。その後1年以上の長期欠場を余儀なくされる。
復帰後、2008年に再びノアへの参戦を行う。同年3月22日、WLWミズーリ州セダリア興行において潮崎豪とのタッグで、WLWタッグ王者のマーク・ゴディカー&スティーブ・アンソニーに挑戦した。しかし、無効試合となり王者組が防衛した。
2010年頃から来日が途絶えるが、WLWには参戦を継続しているため（2012年現在）、今後再来日する可能性もある。

## タイトル歴
- WLW世界ヘビー級王座
- WLW世界タッグ王座

## 得意技
- ダイビング・ヘッド・バット
- ムーンサルト・プレス
- シューティング・スター・プレス

## 入場テーマ曲
- Ten Thousand Fists
- Down On Me